# Juan Carlos de los Reyes
Juan Carlos De Los Reyes (Quito, 1976) es un investigador, especialista en modelización matemática y optimización, director fundador del Centro de Modelización Matemática en Áreas Clave para el Desarrollo (MODEMAT). En 2016 fue elegido miembro la Academia Mundial de Ciencias (TWAS).

## Biografía
Juan Carlos De Los Reyes estudió el pregrado en ingeniería matemática en la Escuela Politécnica Nacional. Posteriormente obtuvo su Ph.D. en Matemática por la Universidad de Graz, Austria (2003), y realizó un postdoctorado en la Universidad Técnica de Berlín, Alemania (2006).
Es autor de varios artículos científicos en journals especializados y un libro publicado por la renombrada editorial Springer-Verlag. Ha realizado investigaciones y ponencias en universidades y centros de investigación en Alemania, Argentina, Austria, Brasil, Colombia, Chile, España, Estados Unidos, Francia, Italia, Reino Unido y Suiza. 
En el año 2009 fue premiado con la beca Alexander von Humboldt para desarrollar sus investigaciones en la Universidad Técnica de Berlín y, posteriormente en el año 2010, le fue otorgado un puesto de Profesor Visitante en la Universidad Humboldt de Berlín. En el año 2011 fue galardonado con la beca J.T. Oden Faculty Fellowship para realizar investigaciones en la Universidad de Texas en Austin y una beca para visitar el Isaac Newton Institute of Mathematical Sciences en la Universidad de Cambridge. Ha sido Profesor Visitante en la Universidad de Hamburgo (2013), Investigador Visitante en el Instituto Weierstrass de Berlín (2021) y Académico Visitante en la Universidad de Nueva York (2022). 
En febrero de 2015 fue investido como Miembro Activo de la Academia de Ciencias del Ecuador (ACE) y en noviembre del 2016 fue elegido miembro de la Academia Mundial de Ciencias (TWAS), que agrupa a únicamente a 1000 científicos de 70 países.
Actualmente es director del Centro de Modelización Matemática (MODEMAT).